# Trädgårdskonst

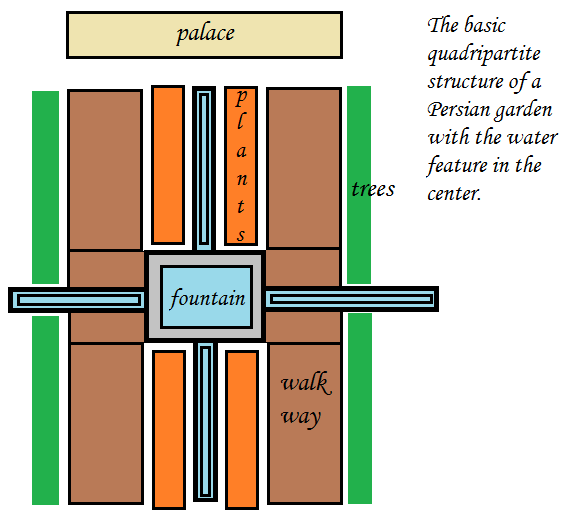
Schematisk ritning av en traditionell persisk trädgård med en fontän i mitten, växter (orange), gångvägar (brunt), träd (grönt) och palatset (beige).

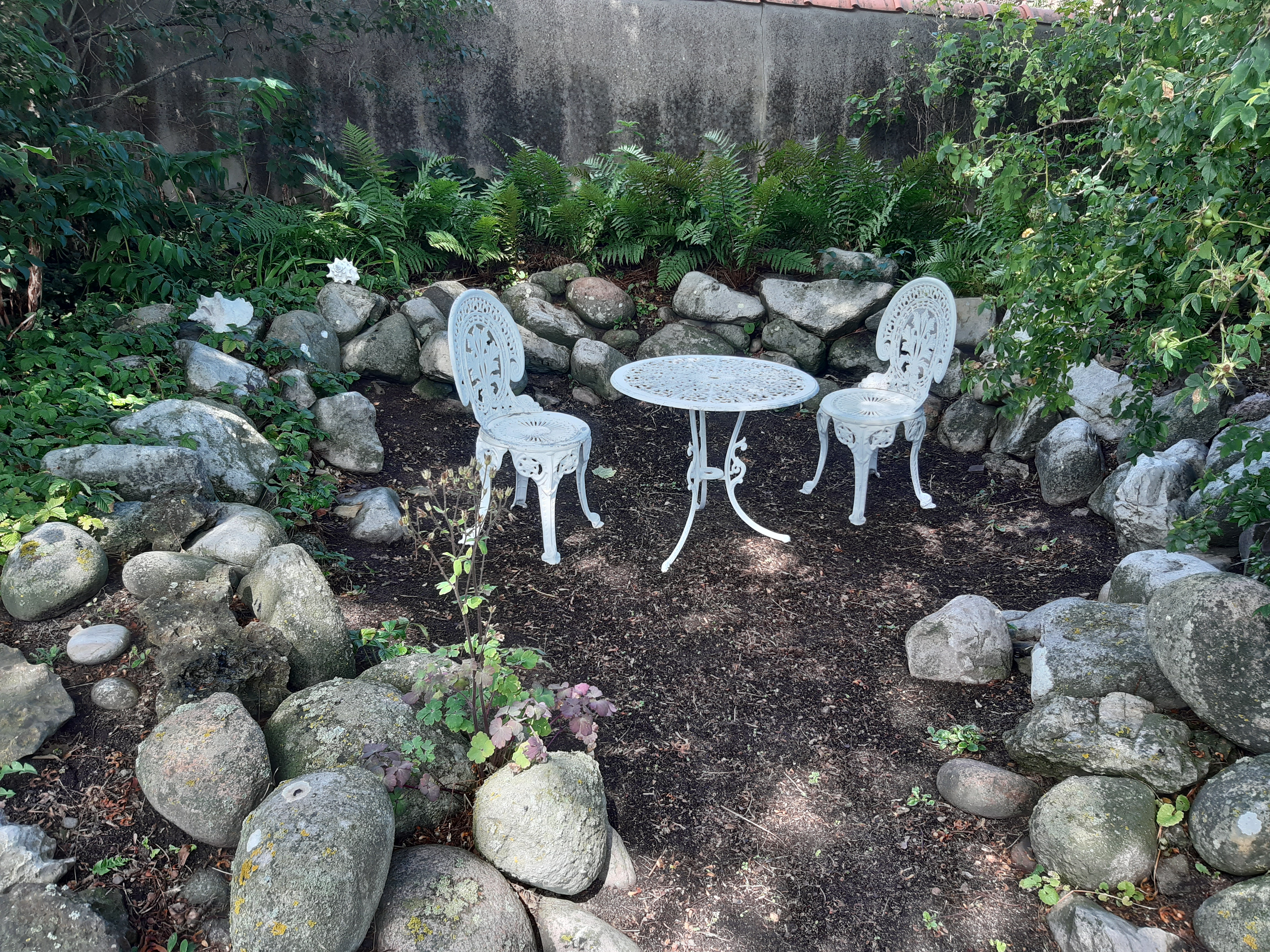
Något enklare trädgårdskonst i form av en kaffegrotta.

Trädgårdskonst är konstformen kring att planera, formge och anlägga en trädgård. Den nuvarande europeiska trädgårdskonsten sina rötter i 600-talets islamiska trädgårdar. Trädgårdskonstens historia har uppvisat höjdpunkter i Europa under renässansen och barocken; de italienska renässansträdgårdarna på 1500- och 1600-talen, som Villa d'Este, de franska barockträdgårdarna på 1600- och 1700-talen som till exempel barockträdgårdarna på Versailles, i Sverige Drottningholms slott och Tessinska palatset  i Stockholm och i England landskapsparkerna, som till exempel Blenheim Palace på 1700- och 1800-talen.
De historiska kinesiska (som Yuanmingyuan) och japanska trädgårdarna (till exempel Zenträdgårdna) har också några mycket förfinade och raffinerade exempel på trädgårdskonst.
Trädgårdskonstens historia har genom tiderna omfattat all slags iordningställande av trädgårdar där syftet varit att skapa en helhet av upplevelser utifrån den miljö, biotop, växtzon, klimat och kultur som varit rådande.

## Brukskonst
Trädgårdskonst kan också i dagligt tal också avse konstföremål i syfte att utsmycka trädgården med annat än växter, till exempel skulpturer, smärre byggnader eller andra arrangemang som inte direkt har med växtligheten att göra.